# Clément Depres
Clément Depres (Nimes, Francia, 25 de noviembre de 1994) es un futbolista francés que juega de delantero para el Ratchaburi Mitr Phol Football Club de la Thai League 1.

## Estadísticas
Actualizado al último partido disputado el 19 de enero de 2019 (no incluye encuentros por equipos reserva).
| Nîmes Francia                                                                              |               |               |    |   |   |   |   |    |    |   |
| 2.ª                                                                                        | 2014-15       | 4             | 0  | 1 | 0 | - | - | 5  | 0  |   |
| 2.ª                                                                                        | 2015-16       | 7             | 0  | - | - | - | - | 7  | 0  |   |
| 2.ª                                                                                        | 2016-17       | 5             | 0  | 0 | 0 | 1 | 0 | 6  | 0  |   |
| 2.ª                                                                                        | 2017-18       | 19            | 2  | 2 | 0 | 1 | 0 | 22 | 2  |   |
| 1.ª                                                                                        | 2018-19       | 17            | 4  | 1 | 0 | 2 | 0 | 20 | 4  |   |
| 1.ª                                                                                        | 2019-20       | 0             | 0  | 0 | 0 | 0 | 0 | 0  | 0  |   |
| Total club                                                                                 | Total club    | 52            | 6  | 4 | 0 | 4 | 0 | 60 | 6  |   |
| Châteauroux Francia                                                                        |               |               |    |   |   |   |   |    |    |   |
| 3.ª                                                                                        | 2016-17       | 8             | 1  | 2 | 2 | 0 | 0 | 10 | 3  |   |
| Total club                                                                                 | Total club    | 8             | 1  | 2 | 2 | 0 | 0 | 10 | 3  |   |
| Total carrera                                                                              | Total carrera | Total carrera | 60 | 7 | 6 | 2 | 4 | 0  | 70 | 9 |
| (1) Incluye datos de la Copa de Francia (2) Incluye datos de la Copa de la Liga de Francia |               |               |    |   |   |   |   |    |    |   |

## Palmarés

### Títulos nacionales
| Título               | Club              | País    | Año     |
| -------------------- | ----------------- | ------- | ------- |
| Championnat National | L. B. Châteauroux | Francia | 2016-17 |